# Strumigenys traegaordhi
Strumigenys traegaordhi is een mierensoort uit de onderfamilie van de Myrmicinae. De wetenschappelijke naam van de soort is voor het eerst geldig gepubliceerd in 1913 door Santschi.